# Sauce bordelaise
La sauce bordelaise est une sauce classique de la cuisine française, originaire de la région de Bordeaux. Elle est différente de la « sauce marchand de vin » qui n’a pas la moelle comme ingrédient.

## Ingrédients
Sa réalisation nécessite du vin rouge (bordeaux), de l'os à moelle, des échalotes, du thym, du poivre, du bouillon de bœuf et une sauce demi-glace.

## Sauce bordelaise de La Nouvelle-Orléans
Il existe, à La Nouvelle-Orléans, une sauce bordelaise différente de la version française. Elle est à base d'ail mais sans moelle ni vin rouge. Une recette créole de 1904 mentionne par contre l'ail et le persil, avec des oignons verts, du vin rouge, de la moelle de bœuf et de la sauce espagnole.